# Semana Santa en Morón de la Frontera
La Semana Santa de Morón está Declarada de Interés Turístico Nacional de Andalucía desde 2002. 
Diez hermandades son las que forman la Semana Santa de esta localidad de la Sierra Sur sevillana.

## Viernes de Dolores
- 'Soberano del Pantano Hermandad y Cofradía de nazarenos de Ntro. Padre Jesús de la Salud y el Perdón en su Soberano poder ante Pilatos, María Stma. de los Ángeles y de la Cruz en sus Misterios Dolorosos, Ntra. Sra. del Rosario y el Bendito Patriarca San José.
  - Nazarenos: Túnica y antifaz azul marino, con botonadura blanca en nácar, cíngulo azul marino y blanco, capa blanca.
  - Sale de: Iglesia de San José

## Domingo de Ramos (mañana)
- Hermandad de la Borriquita:' Hermandad y Cofradía de nazarenos del Stmo. Cristo de la Bondad en su Entrada Triunfal en Jerusalén, María Auxiliadora, San Juan Bosco y Santo Domingo Savio.
  - Nazarenos: Túnica blanca con botonadura y cíngulo rojos y turbante o antifaz blanco.
  - Sale de: Iglesia de María Auxiliadora.

## Domingo de Ramos (tarde)
- Hermandad del Cautivo: Real, Ilustre y Fervorosa Hermandad y Cofradía de nazarenos de Ntro. Padre Jesús Cautivo y María Stma. de la Paz.
  - Nazarenos: Túnica blanca con capa y antifaz del mismo color.
  - Sale de: Parroquia Mayor de San Miguel Arcángel.

## Lunes Santo
- Hermandad del Calvario: Hermandad del Stmo. Cristo del Calvario y Ntra. Sra. del Mayor Dolor.
  - Nazarenos: Túnica blanca, capa y antifaz morados, botonadura y cíngulo del mismo color.
  - Sale de: Parroquia de Ntra. Sra. de la Merced.

## Martes Santo
- Hermandad de la Buena Muerte: Fervorosa Hermandad y Cofradía de nazarenos del Stmo. Cristo de la Buena Muerte, María Stma. de la Amargura y San Juan Bosco.
  - Nazarenos: Túnica blanca, capa y antifaz negros, botonadura y cíngulo del mismo color.
  - Sale de: Iglesia de María Auxiliadora.

## Miércoles Santo
- Hermandad de Loreto: Hermandad Sacramental y Cofradía de nazarenos del Stmo. Cristo de la Agonía en el Huerto, María Stma. de Loreto y Ntra. Sra. de los Remedios
  - Nazarenos: Túnica blanca, antifaz de color azul imperial, botonadura azul y cinturón de esparto.
  - Sale de: Convento de San Francisco

## Jueves Santo
- Hermandad de la Santa Cruz: Real y Antigua Hermandad de gloria de la Santa Cruz y Cofradía de nazarenos del Stmo. Cristo de la Expiración, Ntra. Sra. de la Esperanza y San Ignacio de Loyola.
  - Nazarenos: Túnica y capa beige, botonadura, cíngulo y antifaz burdeos para los nazarenos del Cristo y verde oscuro para los de la virgen.
  - Sale de: Iglesia de San Ignacio de Loyola (La Compañía).

## La Madrugá
- Hermandad de Jesús: Real, Antigua y Fervorosa Hermandad y Cofradía de nazarenos de Ntro. Padre Jesús Nazareno de la Fuensanta, María Stma. de los Dolores y San Juan Evangelista.
  - Nazarenos: Túnica de color morado, con capa rizada y botonadura del mismo olor y cinturón de esparto.
  - Sale de: Ermita de Ntro. Padre Jesús de la Fuensanta.

## Viernes Santo
- Hermandad del Santo Entierro: Hermandad del Stmo. Cristo Yacente, Ntra. Sra. de las Angustias y Cristo de la Victoria.
  - Nazarenos: Túnica, capa y antifaz de color negro con cordones y cíngulo de esparto.
  - Sale de: Parroquia de Nuestra Señora de la Victoria y del Espíritu Santo.

## Sábado Santo
- Hermandad de la Soledad: Ilustre y Fervorosa Hermandad de Esclavitud de los Sagrados Corazones de Jesús y de María y Cofradía de nazarenos de Ntra. Sra. de los Dolores en su Soledad.
  - Nazarenos: Túnicas negras con antifaz negro, escapulario de color blanco y cinturón de esparto.
  - Sale de: Parroquia Mayor de San Miguel Árcangel.

## Carrera oficial
La carrera oficial es: Plza. Meneses (palco presidencial), Pozo Nuevo, Plaza Ayuntamiento, San Miguel y Estación de Penitencia en la Parroquia Mayor de San Miguel Arcángel.